# Tesla Cybercab
De Tesla Cybercab of Robotaxi is een aangekondigde zelfrijdende auto van het Amerikaanse automerk Tesla.

## Aankondiging
Op 10 oktober 2024 werd een conceptversie onthuld, tegelijkertijd met de Tesla Robovan. Het onthullingsevenement zou eerder plaatsvinden op 8 augustus, maar werd uitgesteld tot 10 oktober. Tesla is van plan om de Cybercab eind 2026 in productie te nemen met een vraagprijs van US$ 30.000.
De Robotaxi heeft een voorgeschiedenis van ongerealiseerde aankondigingen. In 2019 verklaarde Tesla-eigenaar Elon Musk dat zijn bedrijf het volgende jaar met zekerheid een miljoen robotaxi's op de weg zou hebben.
De Cybercab is enkel bedoeld als zelfrijdende auto, waardoor er geen stuur of pedalen zijn in de cabine. Er zijn twee vlinderdeuren, die schuin omhoog en naar buiten toe openen. In de auto is ruimte voor twee passagiers. Het voertuig wordt draadloos opgeladen via inductie aan de onderkant.
De onthulling van de Cybercab maakte weinig indruk op beleggers, waardoor de beurskoers van Tesla daalde met acht procent.